# Ambassade de Côte d'Ivoire en France
L'ambassade de Côte d'Ivoire en France est la représentation diplomatique de la république de Côte d'Ivoire en République française. Elle est située à Paris et son ambassadeur est, depuis 2020, Maurice Bandaman.

## Ambassade
L'ambassade est située au 102 avenue Raymond-Poincaré, dans le 16e arrondissement de Paris.

## Consulats
La Côte d'Ivoire dispose également d'un consulat général à Paris (18 rue Léonard-de-Vinci, dans le même quartier que l'ambassade) ainsi un consulat général à Lyon et de six consulats honoraires situés à Bordeaux, Fort-de-France, Lille, Marseille, Nancy et Nice.

## Ambassadeurs de Côte d'Ivoire en France
| Date de nomination                                                       | Date de nomination                                                       | Date de remise des lettres de créance                                    | Date de remise des lettres de créance                                    | Diplomate                                                                |
| En qualité d'ambassadeurs extraordinaires et ministres plénipotentiaires | En qualité d'ambassadeurs extraordinaires et ministres plénipotentiaires | En qualité d'ambassadeurs extraordinaires et ministres plénipotentiaires | En qualité d'ambassadeurs extraordinaires et ministres plénipotentiaires | En qualité d'ambassadeurs extraordinaires et ministres plénipotentiaires |
| ------------------------------------------------------------------------ | ------------------------------------------------------------------------ | ------------------------------------------------------------------------ | ------------------------------------------------------------------------ | ------------------------------------------------------------------------ |
| ?                                                                        |                                                                          | 11 février 1997                                                          | [ JORF 1 ]                                                               | Jean-Marie Kacou Gervais                                                 |
| ?                                                                        |                                                                          | 12 septembre 2000                                                        | [ JORF 2 ]                                                               | Alassane Salif N'Diaye                                                   |
| ?                                                                        |                                                                          | 15 novembre 2001                                                         | [ JORF 3 ]                                                               | Kessié Raymond Koudou                                                    |
| ?                                                                        |                                                                          | 18 décembre 2003                                                         | [ JORF 4 ]                                                               | Hyacinthe Marcel Kouassi                                                 |
| ?                                                                        |                                                                          | 22 avril 2008                                                            | [ JORF 5 ]                                                               | Pierre Kipré                                                             |
| ?                                                                        |                                                                          | 28 janvier 2011                                                          | [ JORF 6 ]                                                               | Ally Coulibaly                                                           |
| ?                                                                        |                                                                          | 22 février 2013                                                          | [ JORF 7 ]                                                               | Charles Gomis                                                            |
| ?                                                                        |                                                                          | 5 octobre 2020                                                           | [ JORF 8 ]                                                               | Maurice Bandaman                                                         |

## Galerie

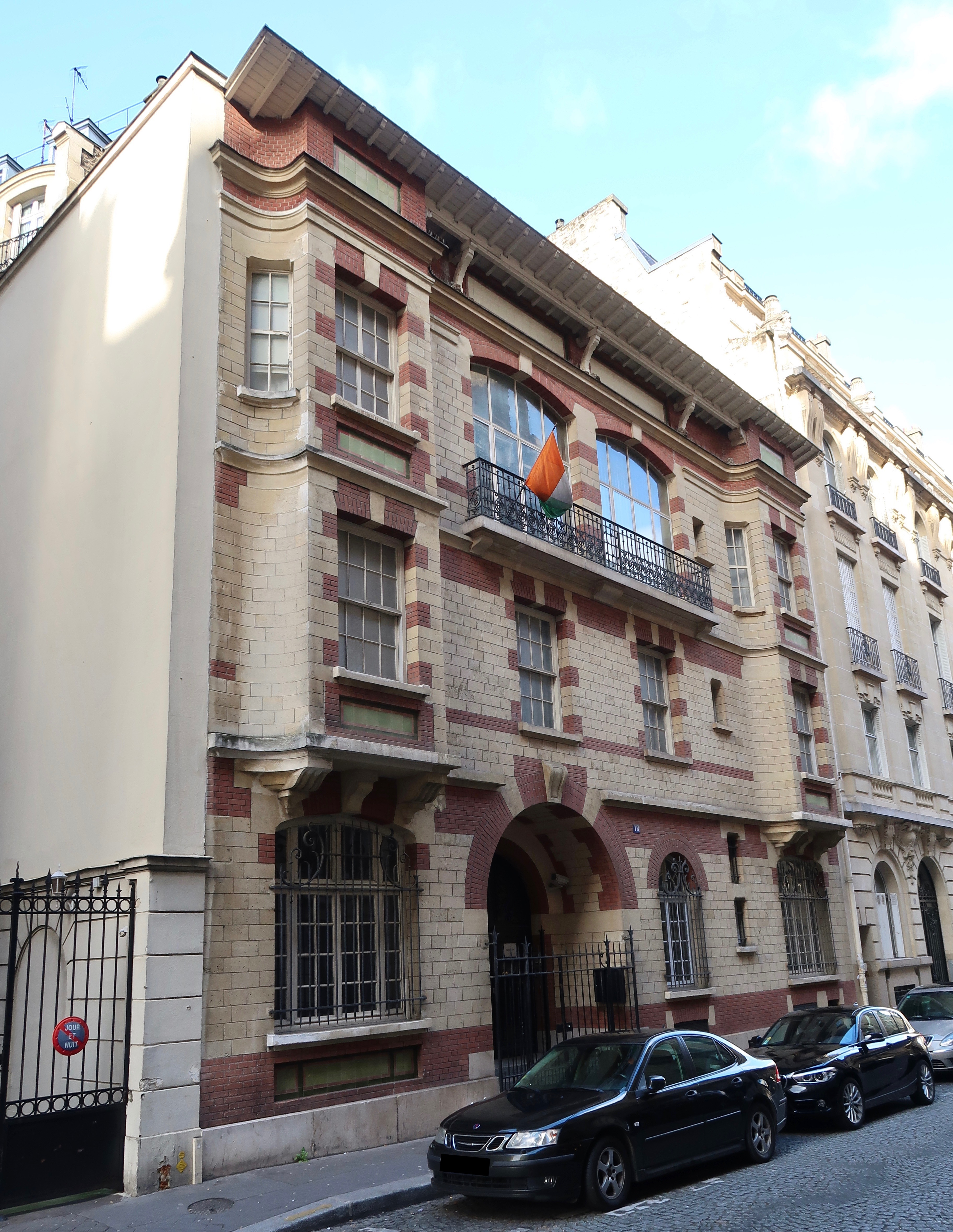
Consulat général de Côte d'Ivoire à Paris (18 rue Léonard-de-Vinci).